# Municipalité de Guayaquil
La Très Illustre Municipalité de Guayaquil (La Muy Ilustre Municipalidad de Guayaquil) également officiellement nommé Gouvernement Autonome Decentralisé Municipal de Guayaquil (en espagnol, Gobierno Autónomo Descentralizado Municipal de Guayaquil), est le gouvernement local de la ville de Guayaquil et de son canton du même nom. La MIMG est une administration autonome et indépendante du gouvernement central de l'Équateur.
La MIMG est composée du conseil municipal, qui détient le pouvoir législatif local, et de la mairie, qui détient le pouvoir exécutif municipal. Le siège du gouvernement de Guayaquil est le Palacio Municipal, situé au centre de la ville, dans la paroisse de Rocafuerte.

## Cadre juridique
La MIMG a été établie selon la Constitution, les lois, et d'autres textes contenant des normes juridiques dans le pays. L'actuelle Constitution de la République d'Équateur, en vigueur depuis 2008, établit l'existence de municipalités autonomes aux articles 253 et 264. Outre la Constitution, le Code Organique d'Ordonnance Territoriale, Autonomie et Décentralisation (COOTAD) (en espagnol, el Código Orgánico de Ordenamiento Territorial, Autonomía y Descentralización), établit l'autonomie fonctionnelle, économique et administrative de la MIMG dans ses articles 1 et 73.

## Histoire
Lors de la fondation de l'Équateur en 1830, la première constitution équatorienne établissait un gouvernement local pour chaque canton, en délégant le pouvoir exécutif à un corregidor. Le corregidor exerçait ses fonctions pendant quatre ans. Chaque paroisse avait par contre un lieutenant dont le mandat était de deux ans. Dans les capitales provinciales comme la ville de Guayaquil, un Conseil Municipal a également été organisé.

## Organisation
La MIMG a un Règlement Organique et Fonctionnel (Reglamento Orgánico y Funcional) qui détermine sa structure administrative. Celle-ci est fondée sur la Constitution de l'Équateur. Les membres de la MIMG sont : 
- Le maire de la ville,
- Le Conseil Cantonal,
- Les Commissions dont les conseillers font partie,
- Les directions municipales, nommés par le maire.

## Biens municipaux
Comme tout organisme public, la municipalité possède des biens pour répondre aux besoins des habitants.
- Hôpital Bicentenario, ouvert pendant la pandemie du Covid-19[3].
- Le Centre Dr. Arsenio de la Torre Marcillo, inauguré en 2007, situé dans la rue Higueras, face au centre commercial Albán Borja[4].
- Le Centre Gérontologique Orquídeas, situé dans la citadelle du même nom[5].
- Le Centre Municipal Quatre Janvier[6].
- Le Centre municipal Audition et Langage.
- L'Hôpital de jour Felicísimo Rouges[7].
- L'Hôpital de jour Samuel Ratinoff[8].
- L'Hôpital de jour Kartódromo.
- L'Hôpital de jour de Trinitaria.
- L'Hôpital de jour Cisne II.
- L'Hôpital de jour Jacobo et Ma. Elena Ratinoff.
- L'Hôpital de jour Isabel Estrada de Jury.
- Le centre de Santé Fertiza.
- Dispensaire de la Chambre de commerce et d'industrie.
- Dispensaire du marché municipal.
- Archives passives de La Atarazana.
- Bibliothèque et Musée Municipal.
- Centre Multifonction de Zumar.
- Château de Espronceda[9].
- Registre foncier[10].
- État civil Municipal, situé à Juan Tanca Marengo par la Cdla Martha de Roldos.
- Corporation pour la Sécurité Citoyenne possède 1000 caméras de surveillance distribuées en toute la ville, se place en la Juan Tanca Marengo.
- Caserne de la Police Métropolitaine, situé au Marché Caraguay.
- Centrale de la ATM dans l'Avenue du Pompier[11].
- Abattoir Municipal[12].
- Bâtiment Martin Avilés.
- Compagnie Salamandra[13].
- Compagnie du Neuf Octobre.
- Bâtiment Belisario González.
- Bâtiment Astillero, où se trouvent le musée de Barcelone, le musée d'Emelec, ainsi que le Musée de la Musique et de la Bière.
- Bâtiment du Conseil Cantonal De Protection Intégrale De Droits De Guayaquil[14].